# Al Parker
Al Parker alias van Drew (Andrew) Okun (Natick, 25 juni 1952 – San Francisco, 17 augustus 1992) was een homoseksuele Amerikaanse pornoacteur, producent en regisseur. Hij stierf enkele weken na zijn veertigste verjaardag aan de gevolgen van aids.

## Vroege carrière
Nadat hij zijn medische opleiding had opgegeven verhuisde hij naar Californië waar hij in dienst trad bij Hugh Hefner op het Playboy Mansion West als huisknecht. Parkers carrière in de gay film begon toen hij werd ontdekt door Rip Colt, stichter van de Colt Studio's. Colt bezorgde hem de naam Al Parker.

## Surge Studios
Na o.m. ook nog voor Falcon Studios gewerkt te hebben begon hij samen met zijn levensgezel Richard Cole Surge Studios. In het begin distribueerden ze alleen tijdschriften met foto's van Parker e.d., maar naderhand gingen ze zich toeleggen op het maken van films waarbij Parker acteerde, regisseerde en produceerde. De meeste films werden opgenomen in hun huis in Hermosa Beach, Californië.
Na de dood van Cole had Parker een kortstondige verhouding met voormalig pornoacteur Justin Cade, en later met kapper Keith Reiter, die tot aan Parkers dood in 1992 zijn minnaar zou blijven.
Nadat Cole aan de gevolgen van aids was gestorven, en er bij hem ook hiv geconstateerd was, begon Parker te pionieren voor safe sex, en droeg dit o.a. uit door als eerste pornofilms te maken waarin veilige seks bedreven werd. Ook maakte hij voor de Zwitserse regering een promotiefilm voor veilige seks. De films waarin met condooms gewerkt werd, waren echter niet die films die het publiek wou zien, en Parker kreeg zware kritiek te verduren. 
Op maandagmorgen 17 augustus 1992 stierf hij in het ziekenhuis aan de gevolgen van aids. De films die hij maakte zijn bijna allemaal nog in de handel en worden nog steeds beschouwd als het beste wat er op dat gebied te koop is.
Zijn volledige biografie verscheen door de hand van Roger Edmonson: Clone: The Life and Legacy of Al Parker, Gay Superstar

## Videografie
Dit is een complete videografie waarin alle films met en door Al Parker zijn opgenomen. Compilaties e.d. zijn niet opgenomen.
- Challenger, Brentwood
- Chute, Colt
- Timberwolves I & II, Colt
- Scout's Honor, Starline
- Weekend Lockup, FalconPac #4
- Rocks and Hard Places, FalconPac #19
- Taxi, FalconPack #3
- Heavy Equipment, Advocate Video
- The Other Side of Aspen, FalconPack #1
- Inches, Steve Scott
- Wanted, Steve Scott
- Performance, (Cameo), Steve Scott
- Flashback, Surge 1981
- Turned On, Surge 1982
- Dangerous, Surge 1983
- A Few Good Men, Surge 1983
- One in a Billion, Surge 1984
- Rangers, Surge 1984
- Head Trips, Surge 1985
- Strange Places, Strange Things, Surge 1985
- Hard Disc Drive, Surge 1985
- Therapy, Surge 1985
- Oversize Load, Surge 1986
- Century Mining, Surge 1986
- High Tech, Surge 1986
- Turbo Charge, Surge 1988
- A Night Alone with Al Parker, Surge 1988
- Surge Men Are Better Than Ever, Surge 1989
- Surge Men Are Very Receptive, Surge 1989
- Surge Men at Their Very Best, Surge 1990
- America's Sexiest Home Videos, Surge 1990
- Kinky Stuff, Surge 1990
- Overload, FalconPack #77

Interview video's
- Gay Voices, Gay Legends
- Advocate Men Live 2

- Gemeinsame Normdatei: 122560493
- International Standard Name Identifier: 0000 0000 1989 9328
- Library of Congress Control Number: n00042072
- Nationale Bibliotheek van Israël: 987007380970705171
- Virtual International Authority File: 72278845
- WorldCat: E39PBJrgKtMvyVGMGMkgwDPWjC